# Starla i Jeźdźcy
Starla i Jeźdźcy (ang. Princess Gwenevere and the Jewel Riders) – amerykański serial animowany fantasy dla dzieci, inspirowany przez japoński gatunek „magicznych dziewczyn” i powstały w latach 1995–1996 w USA. W Polsce serial wyemitowany został w 1997 r. na antenie telewizji RTL 7 w ramach bloku kreskówek „Siódemka dzieciakom” w wersji eksportowej Starla and the Jewel Riders z polskim lektorem (Henryk Pijanowski). Serial posłużył także później za inspirację dla serii powieści i serial animowany pod tytułem Avalon: Web of Magic.  
Fabuła, bardzo luźno oparta na legendach arturiańskich, opowiada on o przygodach tytułowych postaci młodej księżniczki i jej przyjaciółek starających się znaleźć i zabezpieczyć serię magicznych klejnotów, aby powstrzymać złe czarownice od podbicia ich królestwa Avalon. Nastoletnie czarodziejki Starla, Fallon i Tamara, wraz ze swoimi ludzkimi i zwierzęcymi przyjaciółmi, muszą pokonać siły ciemności i sprowadzić z powrotem swojego nauczyciela, czarodzieja Merlina.  

## Fabuła
Nastoletnia córka króla i królowej baśniowego królestwa Avalon, Starla, jej przyjaciółki Fallon i Tamara, oraz ich magiczne zwierzęta walczą ze złem zagrażającym krainie. Trzy dziewczęta używają magicznych kamieni, służących im do transformacji w Jeźdźców (Jewel Riders), stanowiących najnowszą grupę uczennic nieśmiertelnego czarodzieja Merlina i strażniczek Avalonu, tradycyjnie pomagające mu strzec harmonii w magii i pilnować pokoju w królestwie od pokoleń. 
Bohaterki dosiadają jednorożców. Wspomagane są przez królewską drużynę trzech także młodych rycerzy dosiadających wielkich wilków i znanych jako Wataha (The Pack), a także innych sprzymierzeńców ludzkich i zwierzęcych, takich jak sowi towarzysz Merlina, Archimedes (dziewczyny zwą go Archie). W skład Watahy wchodzą Josh, Max i ich zakochany w Starli lider, Drake.

### Sezon pierwszy
Żądna władzy Lady Kale, zła ciotka Starli, używa mrocznych mocy, aby pokonać Merlina i uwięzić go w ukrytym wymiarze dzikiej magii. Czarownica za wszelką cenę pragnie przejąć siedem Królewskich Klejnotów o potężnych magii, aby pozyskać ich całą moc dla siebie, ostatecznie pozbyć się Merlina i zawładnąć Avalonem na wieczność. Zniweczyć jej nikczemne plany, uwolnić Merlina i uratować królestwo od tego losu mogą teraz tylko Jeźdźcy Klejnotów.  
Fabuła większości odcinków opiera się na poszukiwaniu rozrzuconych po całej krainie klejnotów magii i zmaganiach o tejże z nieustannie knującą Kale. Dziewczyny muszą także jednocześnie zwalczać wylewy dzikiej magii. W finale sezonu, czarownicy udaje się zasiąść na tronie Nowego Camelotu - stolicy Avalonu, jednak w dramatycznej konfrontacji zostaje zniszczona za cenę poświęcenia się Merlina.  

### Sezon drugi
Starla i jej przyjaciółki odkrywają, że magia Królewskich Klejnotów należy teraz do nich. Tymczasem Lady Kale zostaje nieoczekiwanie przywrócona do istnienia, a wraz z nią powraca potężna Morgana, odwieczna rywalka Merlina, która także pragnie zostać władczynią Avalonu. Aby czarownice zostały powstrzymane i nigdy więcej już nie zagroziły ich królestwu, młode bohaterki muszą nauczyć się używać swoich nowych, teraz znacznie silniejszych mocy. Dochodzi także kluczowa postać księcia lasu, wilkołaka Iana, który to z wzajemnością zakochuje się w Starli.  
Tym razem walka toczy się o siedem kolejnych klejnotów należących niegdyś do starożytnych magów, pokonanych wieki temu przez Merlina. Zdobycie ich jest kluczem do zwycięstwa w ostatecznym starciu, które przesądzi o przyszłości Avalonu. W finale, w którym pomocy Starli udzielają Ian i Pani Jeziora, dobro triumfuje i wszystko nareszcie kończy się szczęśliwie, gdy Merlin powraca, a Kale i Morgana obydwie zostają pokonane raz na zawsze.

## Główne postacie

### Księżniczka Starla
16-letnia Starla (w oryginalnej wersji amerykańskiej imię postaci to Gwenevere – Ginewra) jest młodą córką królewskiej pary oraz przywódczynią Jeźdźców. Starla jest nową właścicielką Kamienia Słońca o różnorodnych mocach i dosiada na jedynej w swoim rodzaju skrzydlatej jednorożcy o imieniu Sunstar. Jest odważna, inteligentna i obdarzona silną wolą, choć czasami także trochę kapryśna. Księżniczka lubi romansować i jest obiektem względów wielu adoratorów, faworyzując Drake'a i (później) Iana. Gdy historia się rozpoczyna, Starla jest następczynią tronu Avalonu, ale gdy nagle nadchodzi nieoczekiwana katastrofa, niedoświadczona księżniczka jest teraz pod nieoczekiwanie ogromną presją i z wielkim zadaniem przed sobą. Aby spełnić swoje przeznaczenie przyszłej królowej, Starla musi poprowadzić walkę przeciw swojej niegodziwej ciotce Kale aby uratować swojego mentora Merlina i całe królestwo. (Głos Starli podłożyła Kerry Butler w pierwszym i Jean Louisa Kelly w drugim sezonie.) 

### Fallon
16-letnia Fallon jest atletyczną wojowniczką, znaną jako doskonała jeźdźczyni. Fallon dosiada księżniczki jednorożców o imieniu Moondance i jest właścicielką Kamienia Księżyca ze specjalną mocą tworzenia i wykrywania iluzji. Nieustraszona, zwinna, a z charakteru niezwykle optymistyczna i energiczna, Fallon fascynuje się historią Avalonu i zawsze szuka przygód na zewnątrz, trzymając się z chłopakami z Watahy. Dziewczyna ma ducha wielkiego wojownika i nigdy nie waha się śmiale podejmować ryzyka w walce ze złem. W drużynie pełni funkcję zwiadu, a Merlin powierza jej i Moondance specjalny obowiązek pilnowania bezpieczeństwa księżniczki Starli. (Głos Fallon podłożyła Deborah Allison.) 

### Tamara
15-letnia Tamara wspomaga Starlę swoimi unikalnymi zdolnościami. Tamara używa czerwonego Kamienia Serca, który ma moc uzdrawiania i porozumiewania się ze zwierzętami. Dziewczyna jest mądra, spostrzegawcza i praktyczna, a charakteru wyjątkowo czuła i opiekuńcza. Jej wielką pasją jest muzyka i jest bardzo uzdolniona w grze na różnych instrumentach. Merlin dostrzegł to wszystko w Tamarze i uczynił ja swoją specjalną uczennicą, powierzając jej przy tym wychowanie kolejnego pokolenia magicznych zwierząt (jednorożec Cleo, pantera Spike i smok Sugar). W sezonie drugim, Tamara dosiada "zebrorożca" (jednorożca w paski) o imieniu Shadowsong. (Głos Tamarze podłożyła Laura Dean.) 

### Drake
17-letni rycerz, będący liderem Watahy. Silny i śmiały, Drake jest wyśmienitym jeźdźcem na swoim wilku. Chłopak kocha się w Starli i pomimo swojej niezręczności w sprawach sercowych wierzy, że jest przeznaczony aby w przyszłości zostać jej mężem i królem Avalonu, a na razie stara się ze wszystkich sił pomóc księżniczce w pokonaniu sił ciemności. (Głos Drake'owi podłożył John Beach.) 

### Lady Kale
Bliźniacza siostra królowej o wielkich zdolnościach magicznych. Agresywna, samolubna, złośliwa i okrutna, Kale za młodu została ona uznana przez Merlina za niegodną objęcia tronu i następnie wygnana do odległego zamku w Kruczym Lesie (Lesie Cierni), gdy mimo to próbowała przejąć panowanie. Od tamtej pory, uważająca się za prawowitą królową, opętana jest żądzą władzy i zemsty. Czarownica lata na wielkim złym smoku zwanym Szatan (w oryginale Grimm) i włada potężnym "dzikim" (trudnym do opanowania) Ciemnym Kamieniem o różnorodnych mocach. Sprawna fizycznie i przebiegła, Kale jest wyjątkowo niebezpiecznym przeciwniczką. Pomocy Kale udzielają także jej para zwierzęcych sługusów zwanych Rufus i Twig, oraz sporadycznie dodatkowo ludzcy zwolennicy (jak jej wielbiciel Lord Alphonse). (Głos Kale podłożyła Corinne Orr.) 

### Morgana
Legendarna czarownica i była królowa Avalonu, która niegdyś przewodziła złym magom zanim 1000 lat temu została zwyciężona przez Merlina i uwięziona w wymiarze dzikiej magii. Morgana włada potężnymi mocami. To ona stworzyła Ciemny Kamień, należący teraz do Lady Kale. W drugim sezonie Morgana zawiera ona z Kale niełatwy dla ich obojga pakt, aby wspólnie dokonać zemsty na Merlinie i podbić Avalon. (Głos Morganie podłożyła Deborah Allison.) 

## Odcinki
| N/o | Polski tytuł                    | Angielski tytuł                     |
| --- | ------------------------------- | ----------------------------------- |
| |                                 |                                     |
| SEZON PIERWSZY |                                 |                                     |
| |                                 |                                     |
| 01 | Wyprawa po klejnoty, część 1    | Jewel Quest, Part I                 |
| Księżniczka Starla przygotowuje się do przyjęcia Kamienia Słońca i zostania przywódczynią nowego pokolenia Jeźdźców. Jednak nagle pokój w królestwie zostaje zburzony, kiedy zła Lady Kale znajduje Ciemny Kamień, pokonuje Merlina i kradnie Klejnoty Koronne...                                           |                                 |                                     |
| 02 | Wyprawa po klejnoty, część 2    | Jewel Quest, Part II                |
| Lady Kale porwała Sunstar do swojego zamku i zamierza wymienić ją na magiczny klucz Merlina, aby przejąć kontrolę nad Klejnotami Koronnymi i na zawsze rządzić Avalonem. Jeźdźcy muszą uratować Sunstar i powstrzymać czarownicę.                                                                           |                                 |                                     |
| 03 | Drzewa Merlina nie tańczą       | Travel Trees Can’t Dance            |
| Niestabilna dzika magia oddziałuje na Drzewa Merlina, przez co Starla i Sunstar zostają oddzielone od Jeźdźców w Wielkim Lesie. Lady Kale podąża w ślad za nimi i jednego z Klejnotów Koronnych, aby użyć jego magii.                                                                                       |                                 |                                     |
| 04 | Pieśn tęczy                     | Song of the Rainbow                 |
| Tamara dostaje się pod wpływ zaczarowanej harfy, której muzyka prowadzi przyjaciółki do ukrytej groty i Klejnotu Tęczy. Dziewczyny muszą tam dotrzeć przed Lady Kale, która też znajduje drogę, więc Drake wyrusza opóźnić jej przybycie.                                                                   |                                 |                                     |
| 05 | Szczyt Czarodzieja              | Wizard's Peak                       |
| Poszukując Klejnotu Płonącego Lodu w pokrytych śniegiem górach, Jeźdźcy i Wataha zostają zaatakowani przez Kale. Oddzieleni od reszty, Gwen i Drake znajdują ukryte wejście do tajemniczych i niebezpiecznych tuneli. Te wiodą ich do komnaty pełnej magicznych skarbów, strzeżonych przez potężnego dżina. |                                 |                                     |
| 06 | Dla kogo śpiewa troll           | For Whom the Bell Trolls            |
| Chłopcy z Watahy zostają zamienieni w żaby i uwięzieni przez rymującego trolla, który wszedł w posiadanie kolejnego z Klejnotów Koronnych. Dziewczyny muszą uratować ich i odzyskać magiczny kamień. |                                 |                                     |
| 07 |                                 | The Faery Princess                  |
| |                                 |                                     |
| 08 |                                 | Badlands                            |
| |                                 |                                     |
| 09 |                                 | Home Sweet Heart Stone              |
| |                                 |                                     |
| 10 |                                 | Love Struck                         |
| |                                 |                                     |
| 11 | Pola Snów                       | Dreamfields                         |
| Księżniczka Starla i Lady Kale ścierają się w magicznej bitwie snów, w trakcie której Kamień Słońca i Mroczny Kamień zmieniają swoje właścicielki. |                                 |                                     |
| 12 | Zemsta Ciemnego Kamienia        | Revenge of the Dark Stone           |
| Podczas gdy Jeźdźcy próbują znaleźć ostatni Klejnot Koronny, zła Lady Kale wkrada się do pałacu, gdzie uwalnia anty-magię i przygotowuje się do podboju Avalonu. |                                 |                                     |
| 13 | Zamknięty krąg                  | Full Circle                         |
| Kale przejęła kontrolę nad Avalonem. Aby mieć jakąkolwiek szansę by obalić zła królową, księżniczka Starla i jej przyjaciółki muszą najpierw znaleźć sposób na dotarcie do Merlina, zanim Kale go odnajdzie pierwsza i zniszczy.                                                                            |                                 |                                     |
| SEZON DRUGI |                                 |                                     |
| 14 | Morgana                         | Morgana                             |
| Z pomocą ich wzmocnionej magii, dziewczęta szukają sposoby na sprowadzenie Merlina z powrotem. Tymczasem niedawno pokonana Kale i Morgana zostają obydwie ożywione i sprzymierzają się przeciwko stronnikom Merlina. Obie strony spotkają i zmierzą się po raz pierwszy.                                    |                                 |                                     |
| 15 | Shadowsong                      | Shadowsong                          |
| Tamara otrzymuje tajemniczy sygnał do jej Kamienia Serca i dziewczyny wyruszają do jego źródła. Ale Morgana zastawiła pułapkę, która wysyła Starlę i Fallon do świata lodowych pustkowi, gdzie może skraść ich magię. Tamara i niesamowity jednorożec, którego spotyka, ruszają na ratunek.                 |                                 |                                     |
| 16 | Gorączka mody                   | Fashion Fever                       |
| Król Jared chce zaskoczyć Królową nową suknią na corocznym balu mody i zleca Starli "tajną misję", która szybko zamienia się w komedię omyłek z udziałem wszystkich dziewczyn i ich zwierząt. W tym samym czasie, Lady Kale wkrada się do pałacu, siejąc magiczne zamieszanie.                              |                                 |                                     |
| 17 | Dolina Jednorożców              | Vale of the Unicorns                |
| Jednorożce, najbardziej magiczne zwierzęta w Avalonie, są w niebezpieczeństwie, kiedy ich królowa Sierra zostaje uprowadzona przez Morganę. Moondance, córka Sierry, musi udać się do magicznego miejsca i odbyć serię prób, aby ustalić, czy powinna stać się nową królową.                                |                                 |                                     |
| 18 | Książę Lasu                     | Prince of the Forest                |
| Starla znajduje miłosną przygodę z przystojnym choć tajemniczym młodzieńcem o imieniu Ian. Tymczasem Lady Kale zastawia na niego zasadzkę, aby odebrać magiczny klejnot w jego posiadaniu. |                                 |                                     |
| 19 |                                 | The Wizard of Gardenia              |
| |                                 |                                     |
| 20 |                                 | The Jewel of the Sea                |
| |                                 |                                     |
| 21 |                                 | Trouble in Elf Town                 |
| |                                 |                                     |
| 22 |                                 | The Wishing Jewel                   |
| |                                 |                                     |
| 23 |                                 | Mystery Island                      |
| |                                 |                                     |
| 24 |                                 | The Fortune Jewel                   |
| |                                 |                                     |
| 25 | Pani Jeziora (Duch Avalonu)     | Lady of the Lake (Spirit of Avalon) |
| Jeźdźcy wyruszają do Serca Avalonu, ale czarownice docierają tam przed nimi, rozpoczynając ostatnią bitwę pomiędzy siłami światła i ciemności o panowanie nad Avalonem. Najpierw Starla musi zmierzyć się ze swoją zła ciotką Kale.                                                                         |                                 |                                     |
| 26 | Jedyny Klejnot (Ostatni taniec) | The One Jewel (The Last Dance)      |
| Po pozbyciu się Kale, bohaterki kierują się do Środka Dzikiej Magii. Finałowa walka zaczyna się, gdy siły ciemności i światła ścierają się, by rozstrzygnąć co do przyszłości Avalon i losu Merlina i Morgany.                                                                                              |                                 |                                     |

## Produkcja
Serial wyprodukowany został przez New Frontier Entertainment i Enchanted Camelot Productions współpracy z tajwańskim studiem Hong Ying Animation i zabawkarską firmą Hasbro dla Bohbot Kids Network. Na początku miał być adaptacją serii książek fantasy Jeźdźcy smoków z Pern. Wiele osób zaangażowanych w produkcję, łącznie z twórcą i reżyserem Robertem Mandellem, pracowało wcześniej wspólnie przy The Adventures of the Galaxy Rangers; serial miał szereg tytułów roboczych, takich jak Enchanted Camelot, Enchanted Jewel Riders, oraz Princess Guinevere and Her Jewel Adventures.

## Avalon: Web of Magic
W roku 2001 autorka Rachel Roberts posiadła część praw do serialu i napisała na ich podstawie serię ilustrowanych książek dla młodzieży pt. Avalon: Web of Magic. Nie są one jednak oparte wprost na oryginale, lecz jedynie czerpiące z niego część pomysłów i nazw własnych (w tym niektóre tomy zatytułowane tak samo jak odcinki). Powstały także kolejne serie książek (Avalon: Quest for Magic i Avalon: Guardians of Magic) oraz adaptacja komiksowa (Avalon Manga). Adaptacja filmowa była w produkcji przez kilka lat, zanim projekt nie został zamieniony z filmu aktorskiego w komputerowo-animowany nowy serial telewizyjny.